# Iglesia de San Nicolás (Almería)
La iglesia de San Nicolás, antiguamente denominada iglesia de la Sagrada Familia, es un templo cristiano adscrito a la Iglesia greco-católica rumana situado en Almería (Comunidad Autónoma de Andalucía, España).

## Historia
El edificio, construido en 1905 o 1906 es atribuido por algunos autores a los arquitectos almerienses Enrique López Rull o Trinidad Cuartara. 
El templo, dependiente antiguamente de la parroquia de San Pedro, fue cedido en 2005 por el obispado de Almería para su uso por parte de los fieles de nacionalidad rumana de la capital. En 2008, el obispo de Almería, Adolfo González Montes, formalizó en ceremonia concelebrada junto con el obispo de la eparquía de Oradea (Rumanía) la consagración del templo y su entrega a la administración de la Iglesia Rumana Unida con Roma, Greco-Latina o Iglesia Greco-Católica Rumana,  una de las Iglesias orientales católicas autónomas (sui iuris) en plena comunión con la Santa Sede de la Iglesia católica.
Con tal motivo se procedió a la restauración de la techumbre y la torre, así como a la colocación de un iconostasio de madera de tilo moldavo, labrado por el escultor Campean Nicolae y pintada por el pintor Boz Cosmin Iliu.

## Descripción
Se trata de un pequeño templo con planta de cruz griega. Su interior es neobarroco y diáfano y su fachada (reminiscente de la de la antigua ermita de San Antonio, en el barrio almeriense de Los Molinos) se caracteriza por sus vanos apuntados neogóticos y otros elementos neorrománicos y de un clasicismo de libre interpretación. Su torre central está cubierta por una cúpula de ocho gajos y sus frescos son obra de los pintores Carlos López Redondo y Joaquín Martínez Acosta.
El estilo del interior se ajusta actualmente a la estética del rito greco-católico, destacando elementos como el iconostasio antes mencionado.